# تیپتون (پنسیلوانیا)
تیپتون (به انگلیسی: Tipton) یک منطقهٔ مسکونی در ایالات متحده آمریکا است که در شهرستان بلیر، پنسیلوانیا واقع شده‌است. تیپتون ۱٬۰۸۳ نفر جمعیت دارد.